# Providencia (Bakteriengattung)
Providencia (nach der Stadt Providence, Rhode Island, USA) sind eine Gattung gramnegativer, peritrich begeißelter, fakultativ anaerober Stäbchenbakterien. Kennzeichnend ist die Indol-positive Reaktion und die Urease-Bildung.
Sie sind ubiquitär verbreitet, kommen aber v. a. im Verdauungstrakt vor. Providencia wurden nachgewiesen bei Durchfallerkrankungen, Harnwegsinfektionen, Verbrennungen, Wundinfektionen und Bakteriämie.
Arten von Providencia sind (wie die ihr ähnlichen Arten der Gattung Proteus) wichtige nosokomiale Erreger („Krankenhauskeime“), v. a. nach Eingriffen im Urogenitaltrakt. Sie gelten zudem als opportunistische Erreger und sind natürlicherweise resistent gegen die Antibiotika Ampicillin ± Sulbactam, Amoxicillin ± Clavulansäure, Cephalosporine der ersten Generation, Colistin, Tetracycline, Tigecyclin und Nitrofurantoin..

## Arten
- P. rettgeri (Hadley 1918) Brenner et al. 1978
- P. rustigianii Hickman-Brenner et al. 1983
- P. stuartii (Buttiaux et al. 1954) Ewing 1962